# Banabuiú
Banabuiú est une municipalité brésilienne de l'État du Ceará.